# Droga wojewódzka 168
Die Droga wojewódzka 168 (DW 168) ist eine  Woiwodschaftsstraße, die den Kreis Koszalin (Köslin) innerhalb der Woiwodschaft Westpommern durchzieht. Sie verläuft in West-Ost-Richtung und leistet Zubringerdienste aus dem pommerschen Hinterland (DW 167 und DW 205) zur wichtigen Nord-Süd-Landesstraße DK 11, die den Ostseeraum quer durch Polen mit der Region Oberschlesien verbindet. Ihren Verlauf nimmt sie nahezu parallel zur Radew (Radüe), die sie zweimal überquert. Die Gesamtlänge der DW 168 beträgt 42 Kilometer.

## Streckenverlauf
Woiwodschaft Westpommern:
Powiat Koszaliński (Kreis Köslin):
- Niedalino (Nedlin) (→ DW 167: Koszalin ↔ Ogartowo (Jagertow)) (- Połczyn-Zdrój (Bad Polzin))
- Zegrze Pomorskie (Kursewanz)
- Kurozwęcz (Kursewanz)
- Rosnowo (Roßnow)

~ Radew (Radüe) ~
X ehemalige Kleinbahnstrecke Koszalin – Manowo – Świelino – Bobolice der Köslin–Belgarder Bahnen X
- Wyszewo (Seidel) (→ DK 11: → Koszalin)

> Weiterführung (4 Kilometer) auf der Trasse der Droga krajowa 11 <
- Kliszno (Klieschen)
- Mostowo (Brückenkrug) (→ DK 11: → Bobolice (Bublitz) – Bytom (Beuthen (Oberschlesien)))

~ Radew (Radüe)
- Cybulino (Zeblin)
- Górawino (Gerfin)
- Stare Borne (Hohenborn)
- Drzewiany (Drawehn) (→ DW 205: Bobolice (Bublitz) ↔ Darłowo (Rügenwalde))